# لری نیون

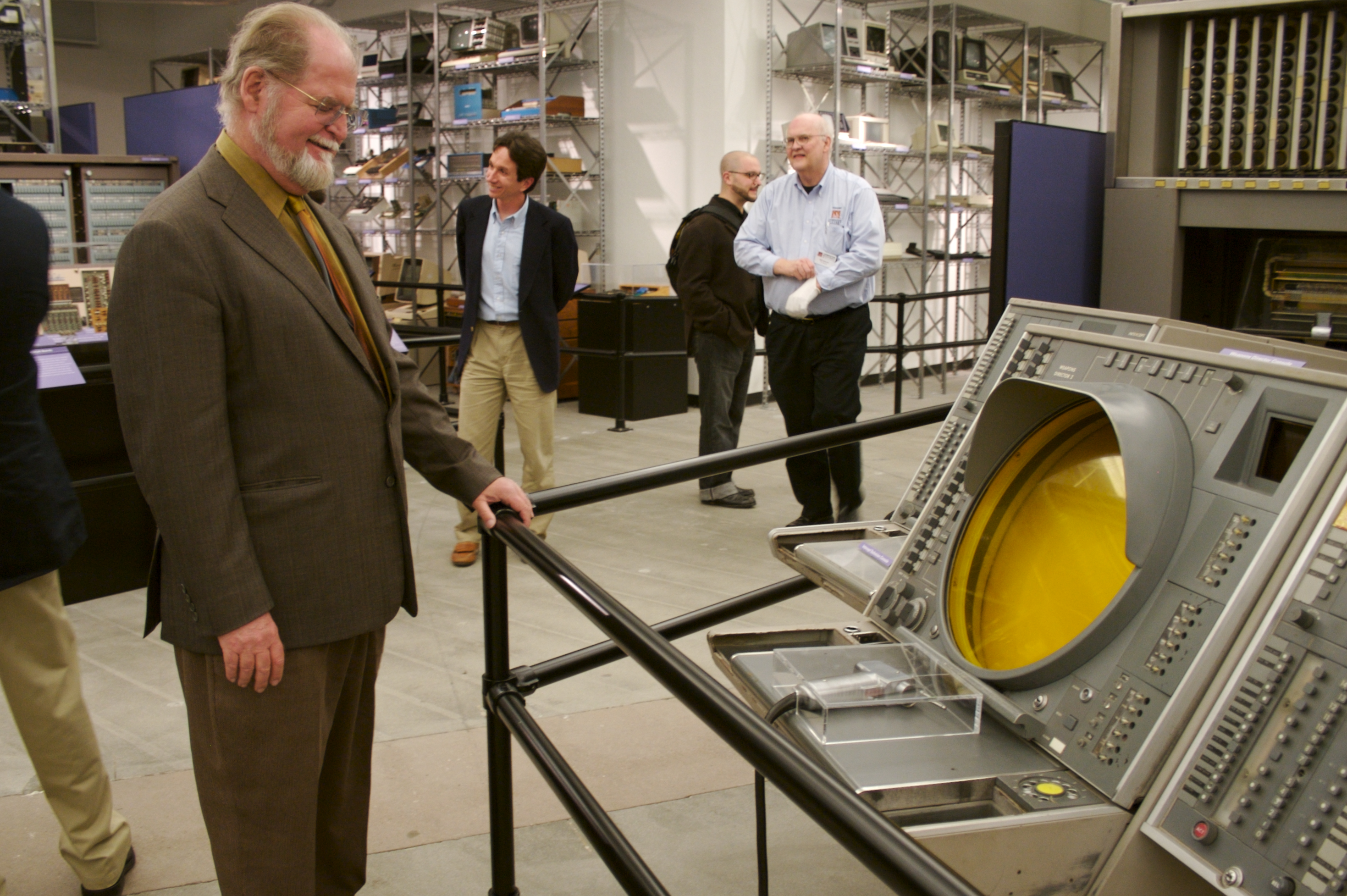
Larry Niven at the Computer History Museum in Mountain View, California, 2007

لری نیون ‎/ˈnɪvən/‎ نویسنده کتاب‌های علمی تخیلی و زاده ۳۰ آوریل ۱۹۳۸ است که به خاطر کتاب رینگ ورلد و برنده شدن در جوایز لوکاس و دیامتیر و نبیولا و هوگو شناخته شده‌است.
او در مورد نوشتن می‌گوید:
«اگر موقع نوشتن داستانی سر شوق نباشم، سعی می‌کنم تا بازگشت آن اشتیاق، کار دیگری بکنم.»